# Saint-Maudez
Saint-Maudez é uma comuna francesa na região administrativa da Bretanha, no departamento Côtes-d'Armor. Estende-se por uma área de 5,05 km². Em 2010 a comuna tinha 293 habitantes (densidade: 58 hab./km²).